# Кокшетауська міська адміністрація
Кокшета́уська міська адміністрація (каз. Көкшетау қаласы әкімдігі, рос. Кокшетауская городская администрация) — адміністративна одиниця у складі Акмолинської області Казахстану. Адміністративний центр — місто Кокшетау.

## Історія
1997 року до складу адміністрації увійшла територія Красноярського сільського округу ліквідованого Кокчетавського району.

## Населення
Населення — 187897 осіб (2021; 147295 у 2009, 134004 у 1999, 148114 у 1989).
Національний склад населення станом на 2016 рік:
- казахи — 90563 особи (56,80 %)
- росіяни — 48545 осіб (30,45 %)
- українці — 4894 особи
- татари — 3739 осіб
- німці — 3074 особи
- поляки — 2315 осіб
- інгуші — 1660 осіб
- білоруси — 1381 особа
- корейці — 359 осіб
- азербайджанці — 309 осіб
- вірмени — 238 осіб
- башкири — 222 особи
- молдовани — 125 осіб
- марійці — 122 особи
- чеченці — 88 осіб
- удмурти — 64 особи
- мордва — 27 осіб
- інші — 1711 осіб

## Склад
До складу адміністрації входять місто Кокшетау, 1 селищна адміністрація та 1 сільський округ:
| Поселення                        | Площа км² | Населення, осіб (1989) | Населення, осіб (1999) | Населення, осіб (2009) | Населення, осіб (2021) | Центр       | К-ть НП |
| -------------------------------- | --------- | ---------------------- | ---------------------- | ---------------------- | ---------------------- | ----------- | ------- |
| Кокшетау, місто                  | -         | 136757                 | 123389                 | 135106                 | 171630                 | -           | 1       |
| Станціонна селищна адміністрація | -         | 2057                   | 2132                   | 2249                   | 2677                   | Станціонний | 1       |
| Красноярський сільський округ    | -         | 9300                   | 8483                   | 9940                   | 13590                  | Красний Яр  | 2       |

## Найбільші населені пункти
Населені пункти з чисельністю населення понад 1000 осіб:
| № | Населений пункт | Населення, осіб (1989) | Населення, осіб (1999) | Населення, осіб (2009) | Населення, осіб (2021) |
| - | --------------- | ---------------------- | ---------------------- | ---------------------- | ---------------------- |
| 1 | Кокшетау        | 136 757                | 123 389                | 135 106                | 171 630                |
| 2 | Красний Яр      | 9 131                  | 8 352                  | 9 875                  | 13 536                 |
| 3 | Станціонний     | 2 057                  | 2 132                  | 2 249                  | 2 677                  |